# Smith & Wesson Model 39
La Smith & Wesson Model 39 è una pistola semiautomatica sviluppata per la gara di appalto del 1954 per procurare allo U.S. Army una pistola d'ordinanza. Dopo che quell'esercito ebbe abbandonato la ricerca di una nuova pistola, la Model 39 fu proposta al mercato civile e fu la prima delle semiautomatiche Smith & Wesson di nuova generazione. Una versione modificata trovò limitato impiego in unità Naval Special Warfare sotto la denominazione Mk 22 Mod 0.

## Quadro generale
La Smith & Wesson Model 39 fu la prima pistola semiautomatica a doppia azione (DA) progettata negli Stati Uniti e commercializzata negli Stati Uniti. La DA tedesca Walther P38 aveva ben impressionato i responsabili USA degli armamenti nella Seconda guerra mondiale. L'Army Ordnance Corps formulò una proposta per un equivalente americano della P38. Nel 1949, la Smith & Wesson iniziò lo sviluppo del Modello 39 in calibro 9×19mm Luger e debuttò sul mercato nel 1955. Questa è considerata una pistola di prima generazione. Dall'uscita del Modello 39, S&W ha continuamente sviluppato il design nelle pistole di terza generazione tuttora sul mercato. I modelli di prima generazione usano un numero di modello a 2 cifre, quelli di seconda generazione a 3 cifre e quelli di terza generazione a 4 cifre.

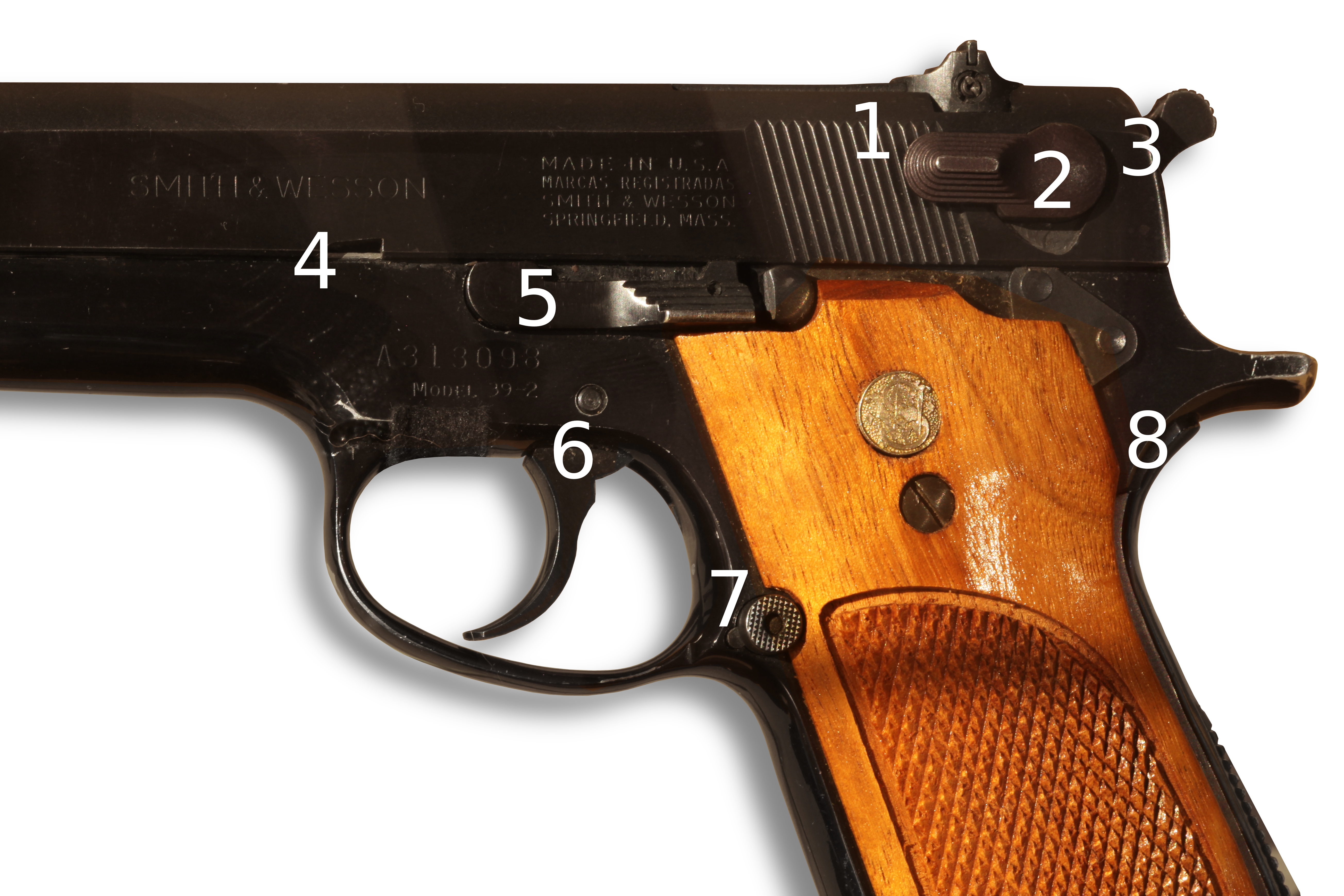
Dettaglio dei controlli.

La Model 39 era originariamente prodotta con un telaio in alluminio anodizzato, un fondello curvo e un carrello in acciaio al carbonio bluito che portava la sicura manuale. L'impugnatura era composta da tre pezzi formati da due pannelli di legno di noce uniti da un fondello metallico. Ha un pulsante di rilascio del caricatore situato dietro al ponticello, simile alla M1911A1 che si riprometteva di sostituire. Era prodotta anche nella configurazione ad azione singola, sotto il nome di Model 44.
La Model 39 fu prodotta in numero limitato con un telaio in acciaio. Questo modello con telaio in acciaio fornì la base per la pistola da tiro Model 52. La Model 52 aveva una canna e un carrello più lunghi (5 pollici) e fu una delle poche pistole semiautomatiche ad utilizzare la cartuccia .38 Special (solo con pallottola wadcutter). La forma della cartuccia con collarino limitava la capacità del caricatore a cinque colpi. Un'ulteriore variante, il Modello 952, in 9mm Luger, è ancora prodotta in quantità limitate dal Performance Center della Smith & Wesson. Il Modello 52 fu interrotto nel 1992 quando il macchinario per produrre la pistola si ruppe e fu ritenuto troppo costoso da sostituire.
La Model 39 fu la base per il successivo Smith & Wesson Model 59, che conservava il calibro originale 9mm Parabellum, ma integrava un telaio in alluminio più ampio con un cinturino posteriore dritto per ospitare un caricatore bifilare che poteva contenere 14 colpi.
La Model 39 utilizzava un carrello convenzionale, una boccola della canna e una slitta, a differenza della soluzione a canna scoperta della P-38. Il bloccaggio della Model 39 avviene tramite una modifica della culatta a camme della Browning P35 (High Power). I carrelli della prima generazione della Model 39 usavano o un lungo estrattore a molla in acciaio o un estrattore a molla con artiglio girevole. Gli estrattori lunghi tendevano ad essere fragili e furono sostituiti dal tipo girevole. Tuttavia, l'estrattore lungo si dimostrò più affidabile della versione girevole.
La Model 39 impiegava molte caratteristiche comuni alla Walther P38, come la sicura di abbattimento del cane che scollegava il grilletto e il cane. Smith & Wesson copiò anche il caricatore a 8 colpi monofilare, ma vi aggiunse un ritaglio per la presa del caricatore. La lunghezza complessiva della Model 39 era di 7,6 pollici (17,78 cm), la canna è lunga 4 pollici (10,16 cm). Il peso della Model 39 era di 1,72 libbre (0,78 kg); questo peso leggero è dovuto al suo telaio in alluminio.
La Illinois State Police adottò la Model 39 nel 1968, e fu un punto di svolta nella diffusione delle pistole semiautomatiche tra le forze di polizia. Questa pubblicità aiutò le vendite commerciali e pose le basi per la più accettabile Model 59 con il suo caricatore ad alta capacità, almeno nell'uso sotto copertura o da parte dei detective, in cui la caratteristica DA (e la maggiore capacità del caricatore) era considerata da molti superiore alle semiautomatiche monofilari e ai revolver del tempo.
Una versione modificata della Model 39 con un'impugnatura più larga per ospitare un caricatore da 14 colpi venne usata dalle unità della Naval Special Warfare durante la guerra del Vietnam. Venne assegnata agli ufficiali al comando (OIC) dei distaccamenti MST-2 come arma secondaria. I SEAL Team usavano la Model 39 senza modifiche o una versione modificata, la Mk 22 Mod 0, che era chiamata "hush puppy". La pistola modificata aveva un silenziatore e un blocco del carrello (che impedisce al carrello di muoversi all'indietro quando si spara, diminuendo così il rumore prodotto). La Mk 22 Mod 0 aveva tacche di mira metalliche rialzate, per fornire una visione più facile considerando l'ingombrante silenziatore. Lo scopo della pistola era quello di uccidere cani da guardia o sentinelle senza mettere in allerta il bersaglio principale.